# Bánhegyi Adrienn
Bánhegyi Adrienn (Szombathely, 1984 –) magyar sportoló, személyi edző, testneveléstanár, előadó. Többszörös világ- és Európa-bajnok ugrókötélben, a Cirque du Soleil társulat tagja, két világcsúcs tartója.

## Pályafutása
Édesapja, a korábbi labdarúgó, edző, majd testnevelőtanár Bánhegyi Attila ötlete alapján kezdett el ő is és húga, Kata is ugrókötelezni, édesapjuk a televízióban látta meg a sportágat, és kiváló erősítő gyakorlatnak tartotta. Később kötélugró klubot is alapított, melynek tagjaként lányai 1997-ben csapatban megnyerték a világbajnokságot gyermek kategóriában. 2006-ban Adrienn világrekordot állított fel 330 ugrással „triplázásban”, melynek során egy ugrás alatt háromszor pörgette meg a kötelet maga alatt. Mintegy 15 évig űzte versenysportszerűen az ugrókötelezést, 2010-ben pedig bekerült a Cirque du Soleil társulatba, ahol többek között a Quidam című produkcióban lépett fel. 2014-ben részt vett a német Das Supertalent tehetségkutató műsorban. 
Több NBA -mérkőzésen is fellépett (Orlando Magic és New York Knicks félidőkben), szerepelt a riói karneválon illetve a 2016-os riói olimpián is.